# Andrenosoma formidolosum
Andrenosoma formidolosum là một loài ruồi trong họ Asilidae. Andrenosoma formidolosum được Walker miêu tả năm 1860.